# 26 بروسربينا
بروسربينا (أو 26 بروسربينا وفق تسمية الكوكب الصغير) (بالإنجليزية: 26 Proserpina)‏ هو كويكب ضمن حزام الكويكبات؛ وهو الكويكب السادس والعشرون من حيث ترتيب الاكتشاف.
اكتشف روبرت لوثر الكويكب في الخامس من مايو سنة 1853؛ وأسماه بروسربينا، على اسم إحدى الآلهة وفق الأساطير الرومانية.